# Ignaz von Plener

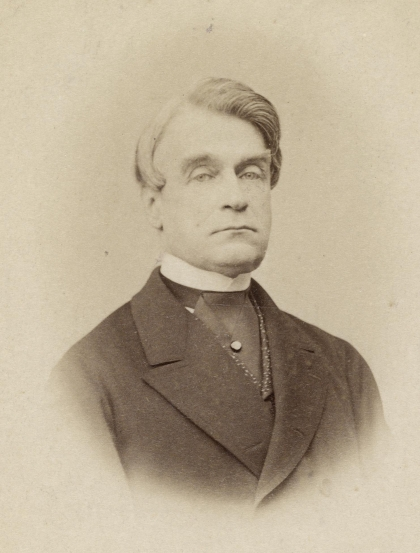
Ignaz von Plener

Baron Ignaz von Plener (Wenen, 21 mei 1810 - aldaar, 17 februari 1908) was een Oostenrijks staatsman. Hij was de derde minister-president van Cisleithanië, de Oostenrijkse rijkshelft van Oostenrijk-Hongarije.

## Biografie
Hij werd in 1810 geboren in Wenen in een familie uit de lagere adel. Hij studeerde rechten aan de Universiteit van Wenen en trad nadien in staatsdienst.
In 1859 werd hij geheimraad en het jaar nadien ontving hij de ministerportefeuille Financiën, een functie die hij uitoefende tot 1865. In 1867 werd hij vervolgens minister van Handel, wat hij bleef tot in 1870.
Van 15 januari tot 1 februari 1870 deed hij kortstondig dienst als minister-president van Cisleithanië. Hij was een lid van het Huis van Afgevaardigden, het Oostenrijkse lagerhuis, tot in 1873, toen hij lid werd van het Herenhuis, het hogerhuis. In 1882 was hij een uitgesproken tegenstander van de invoering van een inkomstenbelasting. 
Beust · K. von Auersperg · Taaffe · Plener · Hasner von Artha · Potocki · Hohenwart · Holzgethan · A. von Auersperg · Stremayr · Taaffe · Windisch-Graetz · Kielmansegg · Badeni · Gautsch von Frankenthurn · Thun ·  Clary-Aldringen · Wittek · Koerber · Gautsch von Frankenthurn · Hohenlohe-Schillingsfürst · Beck · Bienerth-Schmerling · Gautsch von Frankenthurn · Stürgkh · Koerber · Clam-Martinic · Seidler von Feuchtenegg · Hussarek von Heinlein · Lammasch